# Чемпіонат України з футзалу серед жінок 2019—2020
Чемпіонат України з футзалу серед жінок 2019—2020 — 26-й чемпіонат України, в якому переможцем став київський «Будстар-НПУ» під керівництвом О. В. Ратича.

## Учасники
Порівняно з попереднім чемпіонатом команд стало менше, а саме 6. Була представлена північна, центральна, східна і західна Україна.
| - «Будстар-НПУ» (Київ) - «Багіра-ДЮСШ» (м. Лиман, Донецька область) - «IMS-НУХТ» (Київ) | - «Ладомир» (м. Володимир-Волинський, Волинська область) - «ПЗМС» (Полтава) - Збірна Харківської області-«Тесла» (Харків) |

## Регіональний розподіл
| Регіон             | Кіл-ть команд | Команди               |
| ------------------ | ------------- | --------------------- |
| Київ               | 2             | Будстар-НПУ, IMS-НУХТ |
| Волинська область  | 1             | Ладомир               |
| Донецька область   | 1             | Багіра-ДЮСШ           |
| Полтавська область | 1             | ПЗМС                  |
| Харківська область | 1             | ЗХО-Тесла             |

## Регулярний сезон

### Підсумкова таблиця
| М | Команда                                   | І  | В | Н | П | РМ     | О  |
| - | ----------------------------------------- | -- | - | - | - | ------ | -- |
|   | «Будстар-НПУ» Київ                        | 10 | 8 | 2 | 0 | 69−19  | 26 |
|   | Збірна Харківської області-«Тесла» Харків | 10 | 7 | 1 | 2 | 50−21  | 22 |
|   | «IMS-НУХТ» Київ                           | 10 | 6 | 0 | 4 | 63−27  | 18 |
| 4 | «ПЗМС» Полтава                            | 10 | 5 | 3 | 2 | 49−19  | 18 |
| 5 | «Ладомир» Вол.-Волинський                 | 10 | 1 | 0 | 9 | 35−58  | 3  |
| 6 | «Багіра-ДЮСШ» Лиман                       | 10 | 1 | 0 | 9 | 11−133 | 3  |

## Фінальний етап

### Підсумкова таблиця
| М | Команда                                   | І | В | Н | П | РМ    | О  |
| - | ----------------------------------------- | - | - | - | - | ----- | -- |
|   | «Будстар-НПУ» Київ                        | 8 | 6 | 2 | 0 | 35−17 | 20 |
|   | Збірна Харківської області-«Тесла» Харків | 8 | 2 | 2 | 4 | 22−22 | 8  |
|   | «IMS-НУХТ» Київ                           | 7 | 2 | 1 | 4 | 14−22 | 7  |
| 4 | «ПЗМС» Полтава                            | 7 | 1 | 3 | 3 | 11−21 | 6  |